# Frontalunterricht

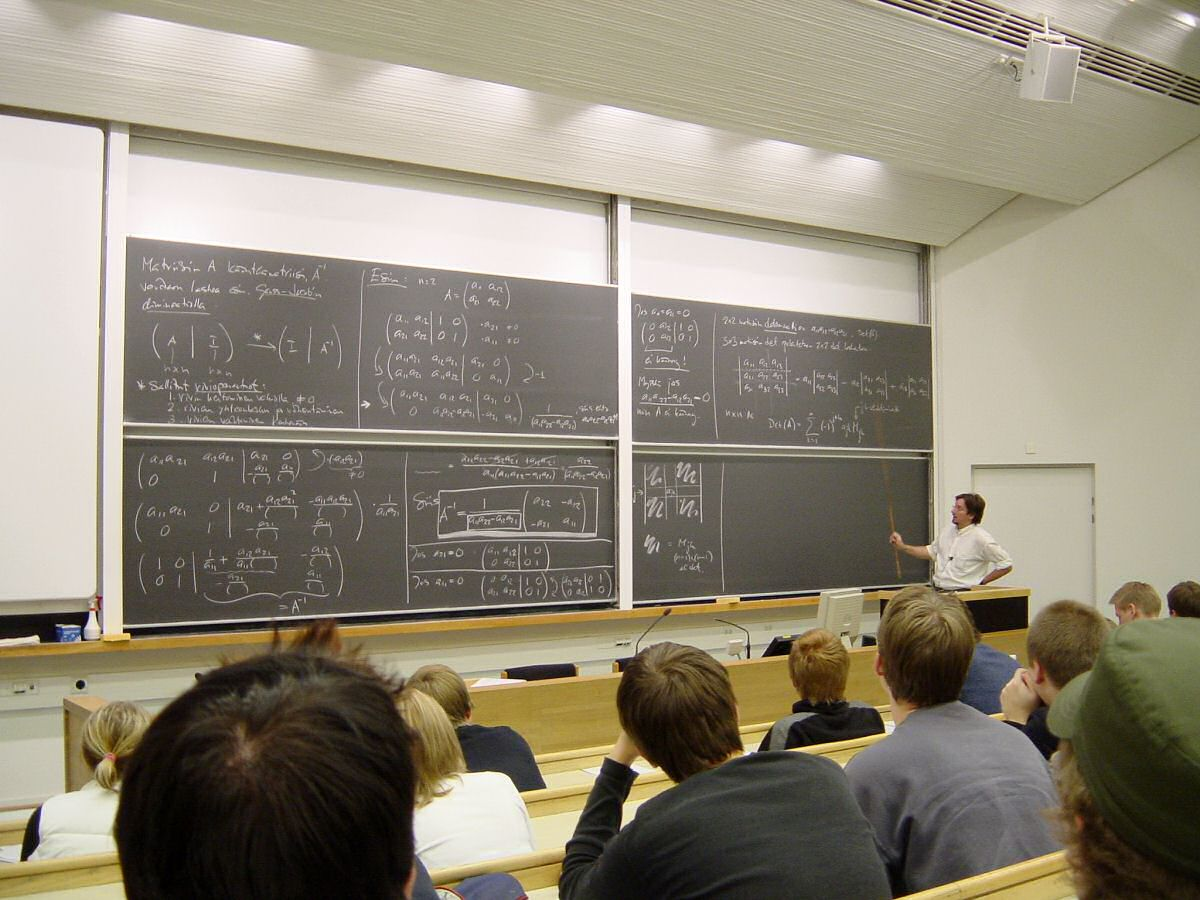
Frontalunterricht in einem Mathematikseminar, Technische Universität Helsinki

Der Begriff Frontalunterricht bezeichnet eine methodische Form des Unterrichtens, eine bestimmte Art des Lernens im „größeren Verband“, die an Schulen, Universitäten und anderen Bildungseinrichtungen vorkommt. In Bildungsinstitutionen ist eine frontale Gegenüberpositionierung von Unterrichtenden und Schülern / Studierenden im Raum die dominierende Unterrichtsform. Frontalunterricht gilt in der Didaktik als ein bestimmter Typus unter den Sozialformen. Ein Beispiel ist die, an Universitäten übliche, Vorlesung.
Praktisch bildet Frontalunterricht einen Rahmen für bestimmte Arbeitsformen wie Lehrervortrag, fragend-entwickelnder Unterricht und Unterrichtsgespräch, welche darin realisiert werden können.

## Grundlegendes: Begriffliche Einordnung des Frontalunterrichts
Wiechmann hat den Ursprung des Begriffs Frontalunterricht bis auf einen Aufsatztitel von Petersen und Petersen im Jahr 1954 zurückverfolgen können; seit den 1960er-Jahren wurde der Ausdruck wie selbstverständlich benutzt, zumeist in abwertender Absicht, um die zu bevorzugende Gruppenarbeit und andere offene Unterrichtsformen davon abzuheben. Obwohl der Frontalunterricht als Unterrichtsstil im Schulalltag am meisten verwendet wurde, war er bis um das Jahr 2000 ein Stiefkind der wissenschaftlichen Didaktik.
Der Erziehungswissenschaftler Andreas Helmke unterscheidet traditionellen lehrerzentrierten Frontalklassenunterricht als didaktisches Modell von den alternativen Lehr-Lern-Formen (bspw. Kleingruppenarbeit, Diskussionsrunden, Freiarbeit, Projektlernen, Lernzirkel etc.). Ewald Feyerer und Prammer hingegen betonen in ihrem Buch, dass ein gegenseitiges Ausspielen von Offenem Unterricht und Frontalunterricht keine Berechtigung hat und sprechen in diesem Zusammenhang von Gebundenem Unterricht, der die Konzentration aller auf eine Person lenkt. Diers können z. B. Lehrer sein, die eine Versuchsanordnung erklären, aber auch Schüler, die ein Thema referieren.

## Gebrauch und Kritik
Mit Frontalunterricht wird häufig die Arbeitsform oder Methode des Lehrervortrags und der Vorlesung assoziiert. Als Schulveranstaltungsform der Regelschule wird Klassenunterricht als Rahmen für eine Vielzahl an Arbeitsformen und Unterrichtsmethoden verwendet, wobei für Lehrer der Frontalunterricht eine aus mehreren Optionen des Unterrichtens darstellt. Zeitweise war Frontalunterricht in der Lehrerausbildung fast ein Unwort; Lehramtsreferendaren wurde der Eindruck vermittelt, dass alle anderen Unterrichtsformen per se überlegen seien.

„Vielleicht ist es an der Zeit, den lehrergeleiteten Unterricht und das schülerorientierte Lernen nicht mehr gegeneinander auszuspielen und zu behaupten, das eine sei altmodisch und erdrückend, das andere zukunftsorientiert und befähigend. Beide Ansätze haben eindeutig ihren Platz.“